# 红旗镇 (鹤岗市)
红旗镇，是中华人民共和国黑龙江省鹤岗市兴安区下辖的一个乡镇级行政单位。

## 行政区划
红旗镇下辖以下地区：
长胜村、新农村、永新村、新兴村、峻丰村和峻德村。